# Les Quatre Fantastiques (film, 1994)
Pour les articles homonymes, voir Les Quatre Fantastiques (homonymie).
Pour plus de détails, voir Fiche technique et Distribution.
Les Quatre Fantastiques (The Fantastic Four) est un film américano-allemand réalisé par Oley Sassone en 1994 d'après le comics Les Quatre Fantastiques.
Il ne sortit jamais en salle, car il avait été conçu dans l'unique but d'éviter au studio la perte des droits sur les personnages, ce qu'ignoraient le metteur en scène, les acteurs et les autres participants,.

## Synopsis
Quatre astronautes acquièrent des pouvoirs dans l'espace et devront faire face au maléfique Docteur Fatalis.

## Fiche technique
Sauf indication contraire, les informations mentionnées dans cette section peuvent être confirmées par les bases de données cinématographiques IMDb et Allociné,  présentes dans la section « Liens externes ».
- Titre original : The Fantastic Four
- Réalisation : Oley Sassone
- Scénario : Craig J. Nevius et Kevin Rock, d'après les personnages Quatre Fantastiques créés par Jack Kirby et Stan Lee
- Musique : David Wurst et Eric Wurst
- Direction artistique : Bradford Johnson
- Décors : Mick Strawn
- Costumes : Reve Richards
- Photographie : Mark Parry
- Son : Ken Regan, Camilla Mauritzson, Bill V. Robbins
- Montage : Glenn Garland
- Production : Steven Rabiner
  - Production déléguée : Roger Corman et Bernd Eichinger
  - Production associée : Glenn Garland et Jan Kikumoto
- Sociétés de production[3] : New Horizons (États-Unis) et Constantin Film (Allemagne)
- Sociétés de distribution : New Horizons (tous médias)
- Budget : 1,5 million de $[4]
- Pays de production :  États-Unis,  Allemagne
- Langue originale : anglais
- Format[5] : couleur - 1,85:1 (Panavision) - son Ultra Stéréo
- Genre : action, aventures, science-fiction
- Durée : 90 minutes
- Dates de sortie[6] : Jamais sorti en salle
- Classification[7] :
  - États-Unis : des scènes peuvent heurter les enfants - accord parental souhaitable (PG - Parental Guidance Suggested)[Note 1]

## Distribution
- Alex Hyde-White : Mr Fantastic / Professeur Reed Richards
- Jay Underwood : la torche humaine / Jonathan Storm
- Rebecca Staab : la femme invisible / Susan Storm
- Michael Bailey Smith : la chose / Ben Grimm
- Ian Trigger : Le bijoutier
- Joseph Culp : Dr Doom / Victor von Doom
- George Gaynes : Le professeur
- Michele Brown : Lyja
- Kat Green : Alicia Masters
- Carl Ciarfalio : La chose
- Chuck Butto : La belette
- Andy Cotnam : Willie Lumpkin
- Patrick Richwood : Le messager
- Ricky Dean Logan : Aide-serveur
- Mercedes McNab : Susan Storm enfant (Sue)
- Phillip Van Dyke : Jonathan Storm enfant (Johnny)
- Sandra Albornoz : Electra (non créditée)

## Éditions en vidéo
À ce jour, le film n'a toujours pas fait l'objet d'une sortie officielle sur les supports DVD ou Blu-ray. Malgré tout, des copies illégales continuent de circuler auprès des fans de comics. Le réalisateur a révélé dans le documentaire Doomed!: The Untold Story of Roger Corman's The Fantastic Four (en) qu'il détenait huit copies du film.